# Бэлцаць
Бэлцаць (рум. Bălţaţi, Балцац) — село в Яловенском районе Молдавии. Наряду с сёлами Ципала и Будэй входит в состав коммуны Ципала.

## География
Село расположено на высоте 109 метров над уровнем моря.

## Население
По данным переписи населения 2004 года, в селе Бэлцаць проживает 442 человека (214 мужчины, 228 женщин).
Этнический состав села:
| Национальность | Число жителей | Процентный состав |
| -------------- | ------------- | ----------------- |
| молдаване      | 438           | 99.1              |
| румыны         | 2             | 0.45              |
| украинцы       | 1             | 0.23              |
| русские        | 1             | 0.23              |
| Всего          | 442           | 100%              |